# 山顶公园 (平顶山市)
山顶公园位于河南省平顶山市市区北部的平顶山的山顶上，公园海拔高度为海拔427米，占地面积约为0.6平方公里。公园最早建设于1997年，因基础设施不太完善，平顶山市在2009年对公园重新进行规划设计，2010年，平顶山市政府投资将近8000万元对公园开展了生态种植工程、水景工程等方面的升级改造。